# زینب ملکی
زینب ملکی دیزیچه معروف به زینب ملکی (زاده ۱۰ آبان ۱۳۷۱ در اصفهان) یک بازیکن والیبال نشسته اهل ایران است.

## زندگی شخصی
زینب ملکی فرزند سوم یک خانواده شش نفره و دارای دو خواهر و دو برادر می‌باشد. زینب دوران تحصیلی را در مدرسهٔ زینب کبری دیزیچه درس خواند در یک خانواده کاملاً ورزشی بزرگ شد و از کودکی به والیبال علاقه داشت ؛ اما به دلیل محدودیت حرکتی پا نتوانست در والیبال ایستاده فعالیت کند ؛ اما از سال ۸۴ والیبال نشسته را شروع کرد و  از سال ۸۶ تا امروز در تمام اردوها و مسابقات در تیم ملی حضور داشته است.وی  بجز والیبال تیراندازی با کمان هم کار کرده است. در این میسر سختی‌های زیادی داشته اما سخت‌ترین مسئله  برای وی مشکلات مالی و هزینه  رفت و آمد  بوده چرا که ساکن یکی از شهرهای اصفهان بوده و دردسرهای زیادی داشته  تا به موقع در  تمرینات حاضر شود. بانوان اصفهانی تاکنون سابقه حضور در پارالمپیک را نداشته‌اند و زینب ملکی اولین بانوی ورزشکار اصفهانی است که سهمیه المپیک را کسب کرده و نخستین بانوی اصفهانی حاضر در پارالمپیک است. رمز موفقیت این بانو خانواده اش بوده که  به گعته خودش بعد از خدا بزرگترین تکیه گاه او  بوده و هستند. پدرش  با وجود دو فرزند معلول از هیچ حمایتی تاکنون دریغ نکرده و خم به ابرو نیاورده است در حالی که هزینه های او و برادرش بسیار سنگین است. مادر با وجود چهار فرزند و دو نوه همیشه اعلام آمادگی کرده که اگر هم تمرینی نداشته باشد خودش با زینب تمرین کند  و در همه میدان ها هم همراه دخترش بوده است .منبع

## افتخارات
- نشان نقره بازی‌های پاراآسیایی ۲۰۱۴ به میزبانی اینچئون، کره جنوبی[۱][۲][۳]
- نشان نقره بازی‌های پاراآسیایی ۲۰۲۲ به میزبانی هانگژو، چین
- افتخارات: قهرمانی خواهر خوانده اصفهان مقام سوم مسابقات جهانی مصر مقام دوم مسابقات پارا آسیایی اینچون مقام سوم مسابقات پار آسیایی گوانک زو مقام پنجم بین قاره‌ای چین دو عنوان سومی در آسیا پنجمی پارالمپیک ریو ۲۰۱۶ بر اساس اعلام فدراسیون جهانی پاراوالیبال، در بازی‌های پارالمپیک ریو (۲۰۱۶ میلادی) زینب ملکی به همراه سه ملی‌پوش والیبال نشسته از ایران در لیست ۱۰ بازیکن برتر دنیا قرار گرفته‌اند.[۴]